# (N)Utopia
(N)utopia — альбом группы Graveworm, изданный лейблом Nuclear Blast в 2005 году.

## Стиль, отзывы критиков
По словам рецензента из влиятельного немецкого музыкального журнала Sonic Seducer, представленные на альбоме композиции характеризуются сочетанием элементов блэк- и дэт-метала и остаются довольно «шумными», несмотря на наличие более мелодичных клавишных партий. Критик также отметил, что для адекватного восприятия альбома придётся приложить некоторое усилие, иначе он так и останется для слушателя потоком шума.

## Список композиций
| №   | Название                                                              | Длительность |
| --- | --------------------------------------------------------------------- | ------------ |
| 1.  | «I — The machine»                                                     | 4:39         |
| 2.  | «(N)Utopia»                                                           | 4:12         |
| 3.  | «Hateful design»                                                      | 4:01         |
| 4.  | «Never enough»                                                        | 4:12         |
| 5.  | «Timeless»                                                            | 4:36         |
| 6.  | «Which way»                                                           | 5:32         |
| 7.  | «Deep inside»                                                         | 2:16         |
| 8.  | «Outside down»                                                        | 4:47         |
| 9.  | «MCMXCII»                                                             | 4:35         |
| 10. | «Losing My Religion (R.E.M. cover)» (бонус на Digipak версии альбома) | 4:24         |

## Участники записи
- Stefano Fiori — вокал
- Lukas Flarer — гитара
- Eric Righi — гитара
- Sabine Mair — клавишные
- Harry Klenk — бас
- Moritz Neuner — ударные